# 耶槃那紀年
耶槃那紀年，又稱臾那紀年（普拉克里特語： Yoṇaṇa vaṣaye），是公元前2世纪印度-希臘人和後續文化影響者在印度次大陆使用的紀年方式，可能從公元前174年開始，持續使用數個世紀。
學術界目前對於古代北印度數個紀年方式之間的關係有待研究與釐清，被學術界慣稱的「老塞迦紀年」（Old Śaka era）可能等同於耶槃那紀年。起初學者猜想耶槃那紀年可能從公元前186年開始，但隨著新的文物出土，學者哈里·福尔克（Harry Falk）和一些其他的學者認為該紀年是從公元前174年準確開始，然而這新的時間點它沒有一個明確對應的歷史事件，可能當年發生安提瑪科斯一世和阿波羅多特斯一世聯合顛覆阿加索克利斯的統治，讓兴都库什山脉以北的巴克特里亞王國和山脈以南的印度-希臘王國名義上重新統一。
在貴霜帝國的迦膩色伽紀年建立後，耶槃那紀年逐漸不被使用。在公元145年，即迦膩色伽紀年18年開始，那年刻在宗教聖物上不再同時有迦膩色伽與耶槃那紀年並列的銘文，紀年方式僅剩迦膩色伽紀年。另外，在犍陀羅哈什特納加爾（Hashtnagar）的佛像上很可能使用耶槃那紀年，標示著384年，即公元209年。

## 起始年和對應的歷史事件
在希臘化時期，通常會選王國建立歷史中有著特殊含意的那一年為新的紀年方式起點，如塞琉古帝國塞琉古紀年起始於前312年塞琉古一世重新返回巴比倫，建立自己的獨立勢力。如安息帝國的安息紀年在前248/247年左右建立，當年的對應事件可能是阿爾沙克一世自立為王，或是當年擊敗塞琉古大軍。起初學者猜想耶槃那紀年可能落在前180-前170年間，然而印度-希臘王國諸王之中最偉大的君主是米南德一世，傳說他遠征印度腹地，進軍至馬圖拉和巴連弗邑，使印度-希臘王國疆域達到最鼎盛，這年份對於米南德的統治時間來說太早。因此前180-前170年間，只能對應希臘-巴克特里亞王國歐克拉提德一世登基，他在位時鞏固希臘人在北印度的勢力。但隨著文物出土，修正起始元年應落在前186年開始，可以對應德米特里一世東征印度，該事件是亞歷山大大帝之後希臘人重新往印度擴張的開端。
然而在2007年，哈里·福尔克（Harry Falk）和一些其他的學者從新的出土文物，重新斷定阿澤斯紀年為前47/46年起點，使耶槃那紀年也重新評估，並認為該紀年準確開端是從前174年開始，然而這時間它沒有一個明確對應的歷史事件，可能當年發生安提瑪科斯一世和阿波羅多特斯一世聯合顛覆阿加索克利斯的統治，讓兴都库什山脉以北的巴克特里亞王國和山脈以南的印度-希臘王國名義上重新統一 。
歷史上北印度還有其他紀年方式，除了印度-塞種王國阿澤斯一世的阿澤斯紀年它從前47/46年為起點，還有貴霜帝國迦膩色伽一世的迦膩色伽紀年從公元127年為起點。一些學者認為在公元127年的那一年，同時也是耶槃那紀年301年，迦膩色伽一世把這年定為迦膩色伽紀年元年，使迦膩色伽紀年接續耶槃那紀年。因貴霜帝國同樣統治巴克特里亞和印度-希臘王國故地，可能迦膩色伽一世為了與希臘人連結，自視為希臘人的後繼者 。

## 柏拉圖國王的錢幣

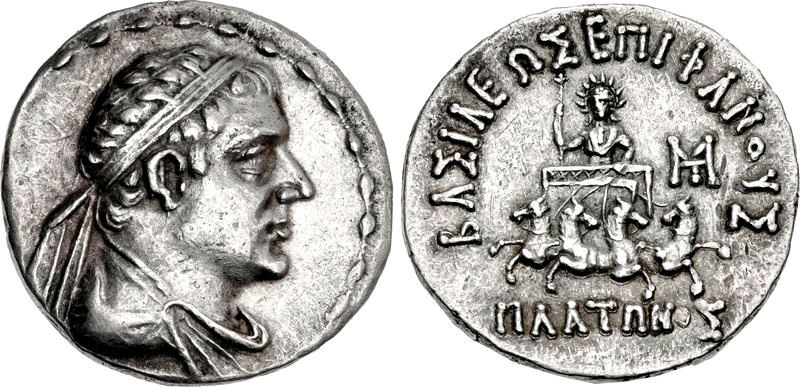
柏拉圖的四德拉克馬銀幣.
正面: 柏拉圖的肖像，並戴上象徵王權的頭帶. 反面: 太陽神赫利俄斯駕著四馬金車，並以希臘文： ΒΑΣΙΛΕΩΣ ΕΠΙΦΑΝΟΥΣ ΠΛΑΤΩΝΟΣ，即「國王·神顯者柏拉圖的」。錢幣上刻著 MZ 記號（位於反面左下方）, 可能代表耶槃那紀年47年

在巴克特里亞和印度的希臘人諸王公很少在錢幣上標注年份，但巴克特里亞國王柏拉圖的一些赫利俄斯樣式錢幣上，反常注記了MZ, MT, MN這些符號，這些希臘字母可以用希臘數字來解釋，如MZ即代表47，可能代表耶槃那紀年。因錢幣考古學家奧斯蒙·博波拉克齊（Osmund Bopearachchi）認為柏拉圖的統治年間落在前145–前140年間，早先的學者假定耶槃那紀年以前186年為開端，故代表耶槃那紀年47年，即公元前138年，可以大致符合學者博波拉克齊對柏拉圖的統治年間，且柏拉圖的錢幣並沒有在阿伊-哈努姆（Ai Khanoum）遺跡被找到，可知柏拉圖在前145年以後才登基。但若耶槃那紀年以前174年為開端，那耶槃那紀年47年，即公元前127年，則又太晚。因此當前錢幣上的符號是否代表耶槃那紀年有待確認。

## 魯庫娜聖物箱
在2005年時，學者薩洛蒙（Richard G. Salomon）發表新的考古文物，其中一件來自巴焦尔的魯庫娜聖物箱的銘文使用了三種紀年方式，可以釐清數個北印度紀年方式之間的關係。銘文分別提到印度-塞種人阿帕拉卡王國（Apracharajas）國王維傑亞米特拉（Vijayamitra）統治的第27年，是阿澤斯紀年73年，同時也是耶槃那紀年201年。
|                | 在阿帕拉卡國王維傑亞米特拉殿下統治的第27年，亦被稱為阿澤斯的第73年，亦為臾那人（即希臘人）的第201年，該年室罗伐拏月（Sravana）的第八天，這天由阿帕拉卡國王的妻子魯庫娜、和阿帕拉卡國王維傑亞米特拉、和將軍英德拉瓦曼（Indravarma）以及他們的妻子們和孩子們一同獻造這座窣堵坡。 |
| ——聖物箱上銘文 | |

透過這份銘文，可知道耶槃那紀年比阿澤斯紀年早128年，因為文物出土時期阿澤斯紀年多被認為在公元前57年開始，因此導致耶槃那紀年被推導為前186/185年，但隨著阿澤斯紀年重新斷定改為前47/46開始，連動耶槃那紀年開端年份也需修正，改為前175/174年

## 耶槃那拉加斯石刻文

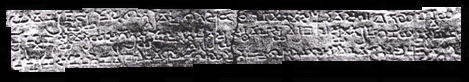
耶槃那拉加斯石刻文，上頭提到「耶槃那王國的第116年」，可能為公元前58年，今收藏於馬圖拉博物館（Mathura Museum）.

耶槃那拉加斯石刻文在1988年的馬圖拉被發現，碑文是在一塊紅砂岩上雕刻，被考古學者評估為前一世文物，今天收藏於馬圖拉的馬圖拉博物館（Mathura Museum）。這塊石刻文相當重要，因為古代馬圖拉石匠在禱詞中刻到「耶槃那王國（Yavanarajya）第116年」，清楚提到馬圖拉這座城市在前一世紀中葉屬於印度-希臘王國的控制，同時也與文獻和錢幣上一同證明印度-希臘王國的存在。除此之外，這也證明耶槃那紀年方式確實被當時的印度-希臘人使用，若耶槃那紀年前174年為開端，則這份石刻文的時間點是公元前58年。

## 犍陀羅的佛像
犍陀羅曾出土數個帶有年份的佛像，現今認為這年份可能是用耶槃那紀年，其中一個來自羅理·恩坦加（Loriyan Tangai）遺址出土的一個佛像，上頭有刻文提到「第318年」，這年份並沒有特別說明是哪種紀年，若依據耶槃那紀年，且採用前174年為開端的話，這座佛像的日期即為公元143年。刻文落在佛像基座上 :
|                         | 在318年普鲁斯塔帕达月的第27天，Samghavarma的同伴佛音（Buddhaghosa）的獻禮。 |
| ——罗理·恩坦加佛像上刻文 |                                                                             |

這是可確定年代中目前最早的佛像雕像之一，其它有關佛陀的物件上，時代僅次於一世紀的比馬蘭寶物盒（Bimaran casket）和同期的迦膩色伽一世佛教錢幣。基座右侧的刻著两个奉献者，它們穿着印度-斯基泰人的服飾，宽松的裤子、束腰外衣和兜帽。他们很有特色的裤子清晰可见。这座雕像现在收藏於加尔各答印度博物馆。
另一座是來自哈什特納加爾的佛像，它的衣服皺褶浮雕性比羅理·恩坦加佛像更好。上頭刻文提到是第384年，若依據耶槃那紀年，且採用前174年為開端的話，這座佛像的日期即為公元209年。目前只有基座被保存到在大英博物館，它的佛像本體已經消失了。

## 來源
1. 1 2 3 4 5 6  Falk, Harry. . Bulletin of the Asia Institute. 2007, 21: 135–136. JSTOR 24049367.
2. ↑  . Journal of the Institute of Silk Road Studies, Kamakura (The Institute). 2003, 9: 49  [2022-01-29]. （原始内容存档于2021-10-24） （英语）.
3. 1 2 3 4  Des Indo-Grecs aux Sassanides: données pour l'histoire et la géographie historique, Rika Gyselen, Peeters Publishers, 2007, p.103-109
4. ↑  Baums, Stefan. . Archaeopress. 2017.
5. ↑  Problems of Chronology in Gandharan Art p.37 （页面存档备份，存于）
6. 1 2 3 4 5  Falk, Harry. . Bulletin of the Asia Institute. 2007, 21: 136. JSTOR 24049367.
7. ↑  Publication by François Widemann in 2004 in "Une confirmation numismatique de l'ère Yavana de 186/185": "The author looks at the dated coinages of the Indo-Greek rulers Heliocles and Platon and argues that the dates are calculated according to a Yavana Era beginning in 186/5 BC." in Numismatic Literature, Numéro 149, American Numismatic Society, 2007
8. ↑  "Afghanistan, carrefour en l'Est et l'Ouest" p.373. Also Senior 2003
9. ↑  History of Early Stone Sculpture at Mathura: Ca. 150 BCE - 100 CE, Sonya Rhie Quintanilla, BRILL, 2007, p.254  （页面存档备份，存于）
10. ↑  "Some Newly Discovered Inscriptions from Mathura : The Meghera Well Stone Inscription of Yavanarajya Year 160 Recently a stone inscription was acquired in the Government Museum, Mathura." India's ancient past, Shankar Goyal
Book Enclave, 2004, p.189
11. ↑  History of Early Stone Sculpture at Mathura: Ca. 150 BCE - 100 CE, Sonya Rhie Quintanilla, BRILL, 2007, p.8-10
12. 1 2 3 4 5 6   (PDF).   [2022-01-29]. （原始内容存档 (PDF)于2021-11-20）.
13. ↑  Problems of Chronology in Gandharan Art p.37
14. ↑  Greco-Buddhist Art of Gandhara p.491